# Публий Сервилий Ватия Исаврик
Пу́блий Серви́лий Ва́тия Иса́врик (лат. Publius Servilius Vatia Isauricus; родился, приблизительно, в 134 году до н. э. — умер в начале лета 44 года до н. э., Рим, Римская республика) — римский военачальник и политический деятель из плебейской ветви рода Сервилиев, консул 79 года до н. э. После претуры в 89—88 годах до н. э. был наместником одной из провинций и за одержанные победы получил триумф. В гражданской войне между марианцами и Луцием Корнелием Суллой занял сторону последнего, во время его диктатуры был консулом. В 78—74 годах до н. э. был наместником Киликии, где воевал с морскими пиратами; первым из римских полководцев перешёл Таврские горы, разбил племя исавров. За эти победы был удостоен второго триумфа и агномена Исаврик.
После наместничества Публий Сервилий стал одним из самых авторитетных политиков Рима; тем не менее он проиграл в борьбе с Гаем Юлием Цезарем за пост верховного понтифика (63 год до н. э.). В 60-х — 50-х годах до н. э. Ватия участвовал в обсуждении всех значимых для Республики проблем. Вершиной его карьеры стала цензура 55 года до н. э.
Публий Сервилий умер в 44 году до н. э. в глубокой старости.

## Биография

### Происхождение
Публий Сервилий принадлежал к плебейской ветви рода Сервилиев. Капитолийские фасты называют преномены его отца и деда — Гай и Марк соответственно. Гай — это Гай Сервилий Ватия, первым носивший это родовое прозвище и занимавший должность претора после 146 года до н. э., а Марк — это Марк Сервилий Пулекс Гемин, военный трибун в 181 году до н. э., сын консула 202 года до н. э. того же имени. Эта ветвь рода находилась в родстве с Сервилиями-патрициями, носившими когномен Цепион.
Судя по преномену, Публий Сервилий не был старшим сыном отца. Существует предположение, что его старшим братом был Гай Сервилий, претор 102 года до н. э., добившийся изгнания Луция Лициния Лукулла. Основания для этой гипотезы даёт тот факт, что между Публием Сервилием и сыновьями Лукулла — Луцием и Марком — существовала вражда. Кроме того, братом Публия мог быть Марк Сервилий, монетарий в 89 году до н. э.
По матери Публий Сервилий был внуком Квинта Цецилия Метелла Македонского. Благодаря этому он находился в близком родстве не только с многочисленным и могущественным семейством Цецилиев Метеллов, но и со Сципионами Назиками, Эмилиями Скаврами, Клавдиями Пульхрами.

### Ранние годы и начало карьеры
Публий Сервилий родился приблизительно в 134 году до н. э. Первое упоминание о нём в сохранившихся источниках относится к 100 году до н. э., когда произошла решающая схватка сенатской «партии» со сторонниками народного трибуна Луция Аппулея Сатурнина. Марк Туллий Цицерон, перечисляя аристократов, явившихся к храму Санка, чтобы взять оружие из общественного хранилища, называет и Публия Сервилия. Приблизительно в 98 году до н. э. он занимал должность народного трибуна, и не позже 90 года до н. э. — должность претора. В дальнейшем он был наместником какой-то провинции, а по возвращении в Рим в октябре 88 года до н. э. отпраздновал триумф. Триумфальные фасты не называют побеждённые им народы, но исследователи предполагают, что речь должна идти об испанском наместничестве; возможно, Публий Сервилий управлял и Ближней, и Дальней Испаниями.
Триумф Ватии произошёл вскоре после первой в истории Рима гражданской войны: Луций Корнелий Сулла, женатый на троюродной сестре Публия, поднял мятеж и занял Рим. Сулла поддержал Публия на консульских выборах, но безуспешно; консулом-плебеем стал Гней Октавий. Вскоре после этого Сулла переправился на Балканы, чтобы там воевать с Митридатом, а Ватия предположительно остался в Италии. В связи с событиями 87 года до н. э. Граний Лициниан упоминает некоего Сервилия, который пытался защитить Аримин от марианцев, но был вытеснен Марком Марием Гратидианом. Возможно, речь идёт о Ватии. В любом случае после того, как марианцы заняли Рим, Публию Сервилию пришлось наряду с многими другими аристократами бежать в Грецию и присоединиться к Сулле.
В 83 году до н. э. Сулла высадился в Италии и начал очередную гражданскую войну. Согласно Веллею Патеркулу, под его началом сражались двое Сервилиев, которые под Клузием «в прославленном сражении рассеяли войска неприятеля». Одним из этих легатов, как указывает Фридрих Мюнцер, наверняка был Ватия. После победы Публий Сервилий занял видное место в окружении Суллы, при этом не запятнав себя участием в терроре. Он получил консулат на 79 год до н. э., а его коллегой стал патриций Аппий Клавдий Пульхр, женатый на его двоюродной сестре.

### Наместничество в Киликии
Провинцией Публия Сервилия по истечении его консульского года стала Киликия. Ватия оказался первым наместником-консуляром в этом регионе, и его задачей была борьба с пиратами, которые к 78 году до н. э. контролировали всё побережье Киликии Трахеи и Памфилии. Он отплыл из Тарента весной 78 года, причём под его началом были начинавшие свою карьеру Гай Юлий Цезарь и Тит Лабиен. Всё лето и осень Ватия потратил на формирование флота из кораблей вассальных и союзных общин, а в 77 году он начал военные действия.
На первом этапе (предположительно в 77—76 годах до н. э.) борьба с пиратами шла главным образом на море, на обширном пространстве между Критом, Киреной и Южной Грецией. Публию Сервилию удалось рассеять корабли пирата Исидора, а затем взять штурмом Фаселиду в Ликии и ряд горных крепостей, где засели уцелевшие морские разбойники. Известно, что ещё один знаменитый пиратский предводитель Никон попал в плен, бежал, разбив оковы, но позже опять был пленён. В общей сложности под командованием Ватии было четыре или пять легионов, и с этими силами он взял Ороанду в Писидии, Олимп и Атталию в Памфилии. В результате римская провинция Киликия была существенно расширена на запад. Существует гипотеза, что Публий Сервилий аннексировал ещё и часть Киликии Трахеи, подчинив таким образом Риму всё южное побережье Малой Азии.
Одержав победу на море, Ватия двинулся на север, против племён исавров, орондов и гомонадов, живших на северном склоне Тавра и занимавшихся разбоем. Предположительно он прошёл через территорию Каппадокии, с царём которой было заключено соответствующее соглашение; в результате на территории собственно Киликии наместник так ни разу и не побывал. Римляне попытались взять штурмом город Старые Исавры, но отступили, понеся огромные потери: ров оказался заполнен телами штурмующих. Тогда Публий Сервилий отвёл воды реки, на которой стоял город, и осаждённые уже через несколько дней капитулировали. Все они были проданы в рабство, а Старые Исавры были сожжены.
Узнав об этих событиях, жители Новых Исавр сообщили проконсулу, что готовы сдаться на любых условиях; тот подошёл к городу, получил сто заложников, а затем приказал выдать перебежчиков и всё оружие. Горожане отказались подчиняться. Тогда Публий Сервилий взял Новые Исавры штурмом. На этом боевые действия закончились; в 74 году до н. э. Ватия, провозглашённый императором, вернулся в Рим и отпраздновал свой второй триумф. В качестве особой почести он получил агномен Исаврийский (Isauricus), который впоследствии передал сыну.

### Поздние годы
В Рим Публий Сервилий вернулся уже примерно 60-летним. Возраст, статус консуляра и военные заслуги обеспечили ему всеобщее уважение. Фридрих Мюнцер считает в этом контексте показательным тот факт, что Марк Туллий Цицерон, произнося свои речи в присутствии Ватии, всякий раз отзывался о нём крайне почтительно. Публий Сервилий обладал большим влиянием в сенате. В 70 году до н. э. он был одним из судей на процессе Гая Верреса, обвинённого в злоупотреблениях во время сицилийского наместничества; этот суд выиграл обвинитель Цицерон. В 66 году Ватия поддержал предложение народного трибуна Гая Манилия о предоставлении Гнею Помпею Великому командования в Третьей Митридатовой войне; здесь сыграла свою роль старая вражда Публия с Луцием Лицинием Лукуллом, который был командующим на Востоке на тот момент. Во время заседания сената 3 декабря 63 года, на котором обсуждалась судьба арестованных сторонников Луция Сергия Катилины, Ватия высказался одним из первых и выступил за максимально суровые меры.
В 63 году до н. э. умер верховный понтифик Квинт Цецилий Метелл Пий, и Публий Сервилий, состоявший в коллегии понтификов, как минимум, с 76 года до н. э., попытался занять эту почётную должность. Другими претендентами были Квинт Лутаций Катул Капитолин, тоже опытный политик, бывший консулом в 78 году и цензором в 65 году, и Гай Юлий Цезарь, который был всего лишь эдилицием (бывшим эдилом). По данным Плутарха, шансы всех трёх претендентов выглядели примерно равными. На выборах, однако, народное собрание высказалось в поддержку Цезаря, который даже в трибе Катула набрал больше голосов, чем его соперник во всех остальных трибах; Ватия и Катул вместе набрали не более пяти процентов голосов. Для Публия Сервилия это стало серьёзным поражением.
В 57 году до н. э. Ватия выступил за возвращение Цицерона из изгнания. Сначала он призвал консула Квинта Цецилия Метелла Непота забыть былую вражду с оратором, а потом первым после Гнея Помпея проголосовал за разрешение Цицерону вернуться. Позже ему пришлось вместе с другими понтификами рассмотреть вопрос о правомерности снятии религиозного запрета с земельного участка на Палатине, где стоял дом Цицерона и где Публий Клодий, добившись изгнания оратора, поставил статую Свободы. По возвращении в Рим Цицерон восстановил свой дом, а Клодий объявил это кощунством. Понтифики единогласно высказались в поддержку Марка Туллия.
В январе 56 года до н. э. Публий Сервилий выступил против оказания помощи Птолемею Авлету, стремившемуся вернуть себе власть над Египтом; его точка зрения в конце концов победила. В мае того же года он высказался в сенате против Публия Клодия, а позже против наместников Сирии и Македонии — Авла Габиния и Луция Кальпурния Пизона Цезонина соответственно, поддержав требование Цицерона отозвать их из провинций. В 55 году Ватия занял должность цензора, ставшую вершиной его карьеры. Вместе с коллегой, патрицием Марком Валерием Мессалой Нигром, он пытался отрегулировать течение Тибра после наводнения; люстр во время этой цензуры совершён не был.
Известно, что Публий Сервилий переписывался с Гаем Юлием Цезарем, когда тот воевал в Галлии. Во время гражданской войны между Цезарем и Помпеем сын Ватии был одним из самых видных деятелей цезарианской партии; сам же Публий, находясь в очень преклонном возрасте, мирно жил в Риме. Он умер в начале лета 44 года до н. э., уже после убийства Цезаря и до возвращения сына из Азии. На момент смерти Публию Сервилию было около 90 лет.

## Потомки
«...Я не узнаю Цицерона, когда он, захотев пошутить над Изавриком, у коего на лице были глубокие рябины, сказал ему: Дивлюсь, что отец твой, человек постоянный, ровный во всех поступках своих, тебя оставил нам неровного».
У Публия Сервилия был сын того же имени, дважды занимавший должность консула — в 48 и 41 годах до н. э. Его внучка Сервилия в детстве была помолвлена с будущим Августом, а позже стала женой Марка Эмилия Лепида, сына триумвира.

## Оценки
Сохранившиеся источники содержат высокие оценки личности Публия Сервилия. Он заслужил репутацию сурового, но умелого и удачливого полководца, справедливого и бескорыстного наместника, многому научившего таких выдающихся людей, как Тит Лабиен и Гай Юлий Цезарь.
Античные авторы отмечают, что Публий Сервилий первым из римских полководцев перешёл Таврские горы. Благодаря своим друзьям в сенате Ватия получил репутацию великого завоевателя, а более поздние историки (в частности, Веллей Патеркул) считали его покорителем Киликии. Но в действительности Публий Сервилий завоевал только узкую полосу побережья и Исаврию, не имевшую ни стратегического, ни экономического значения. Эффект от его победы над пиратами оказался временным: совсем скоро киликийцы возобновили морские грабежи в ещё больших масштабах.

## В художественной литературе
Публий Сервилий является персонажем романа Колин Маккалоу «Фавориты Фортуны».